# Ahmad Ibráhím Halaf
 Ahmad Ibráhím Halaf (arabul: أحمد ابراهيم خلف,1992. február 25. –) iraki labdarúgó, az egyesült arab emírségekbeli Ajman Club hátvédje.

## A válogatottban
18 évesen, 2010. november 11-én mutatkozott be az iraki válogatottban az India elleni mérkőzésen.
A válogatott tagjaként részt vett a 2011-es Ázsia-kupán, ahol csapata mind a négy mérkőzésén pályára lépett.